# Christiaan Cornelis Kannemans
Christiaan Cornelis Kannemans (Breda, 13 juli, 1812 - aldaar, 3 januari 1884) was een Nederlands kunstschilder en fotograaf. Hij was een van de eerste zeeschilders uit Noord-Brabant.
Kannemans, die eerst als huisschilder aan de kost kwam, bouwde een succesvolle loopbaan uit als kunstschilder. Zijn schilderswinkel werd omgevormd tot atelier. Onder meer Koning Willem II gaf hem opdrachten en steunde hem financieel zodat hij studiereizen kon maken langs de kusten van enkele buurlanden. De schetsen die hij maakte dienden als basis voor zijn kunstwerken. Hij gaf les in tekenen aan twee scholen in Breda.
Tijdens zijn leven stelde hij tentoon in Duinkerke en Philadephia.

## De schipbreuk van het Nederlands koopvaardijschip Jan Hendrik in 1845

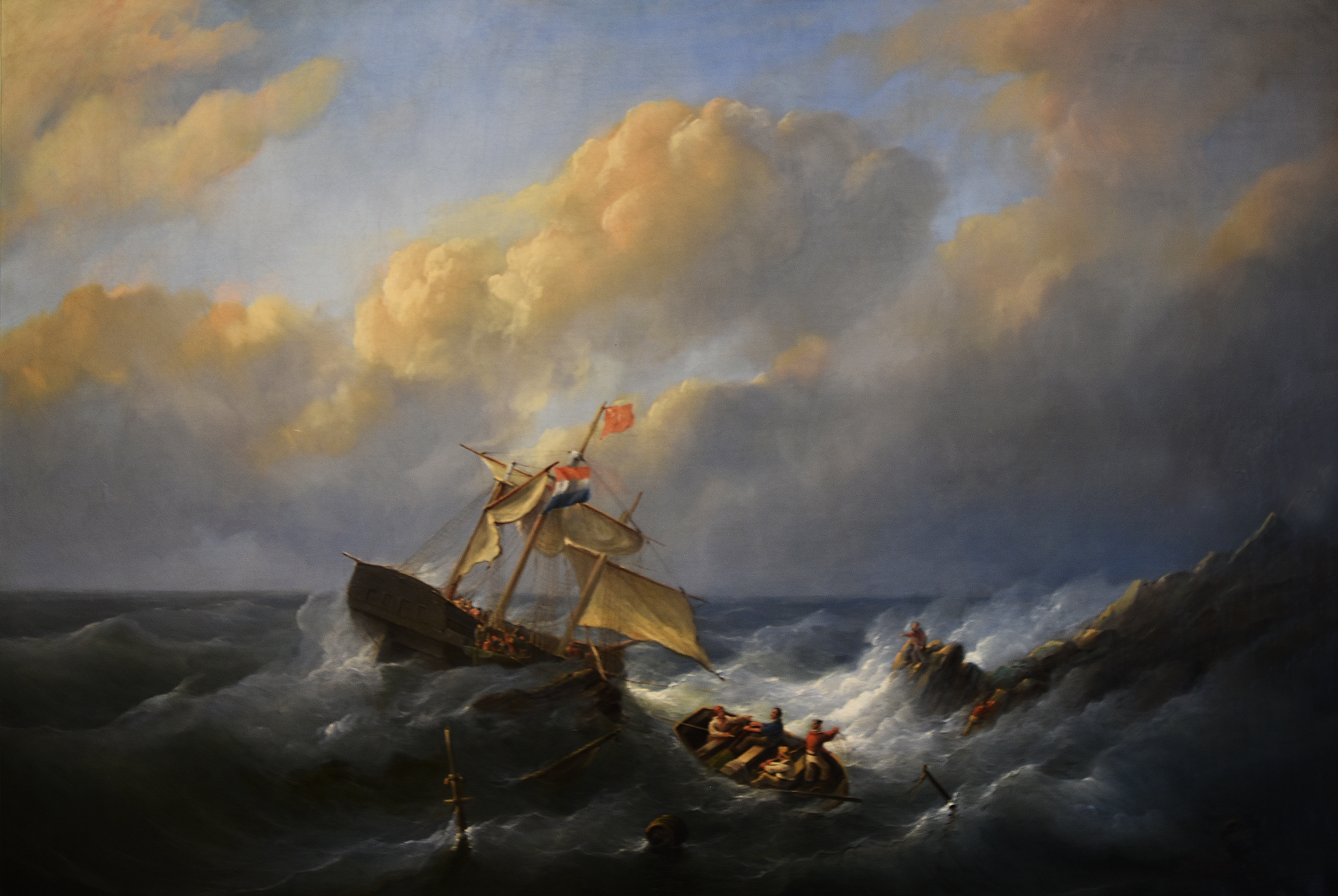
De schipbreuk van het Nederlands koopvaardijschip Jan Hendrik in 1845 in het Noordbrabants Museum

Het schilderij toont de redding, op vier na, van de bemanning van de Jan Hendrik die verging bij de Sint-Pieter-en-Sint-Paulusrotsen. Hendrik Tollens beschreef de schipbreuk in een gedicht De Sint-Paulusrots.